# Julianges
Julianges (okzitanisch: Julhanjas) ist eine französische Gemeinde mit 48 Einwohnern (Stand: 1. Januar 2022) im Département Lozère in der Region Okzitanien. Sie gehört zum Arrondissement Mende und zum Kanton Saint-Alban-sur-Limagnole.

## Lage
Die Gemeinde Julianges liegt im Gebiet der Causse de Sauveterre im südlichen Zentralmassiv, in den Cevennen und in der Berglandschaft der Margeride an der Grenze zum Département Cantal, 16 Kilometer südöstlich von Saint-Flour. Umgeben wird Julianges von den Nachbargemeinden Lorcières im Westen und Norden, Clavières im Nordosten, Paulhac-en-Margeride im Nordosten und Osten, Saint-Privat-du-Fau im Osten und Südosten sowie Saint-Léger-du-Malzieu im Süden und Südwesten.

## Bevölkerungsentwicklung
| Jahr                       | 1962 | 1968 | 1975 | 1982 | 1990 | 1999 | 2006 | 2014 | 2022 |
| Einwohner                  | 177  | 170  | 142  | 127  | 92   | 71   | 70   | 59   | 48   |
| Quellen: Cassini und INSEE |      |      |      |      |      |      |      |      |      |

## Sehenswürdigkeiten
- romanische Kirche Saint-Frézal aus dem 11. Jahrhundert, umfangreicher Umbau 1891, Monument historique

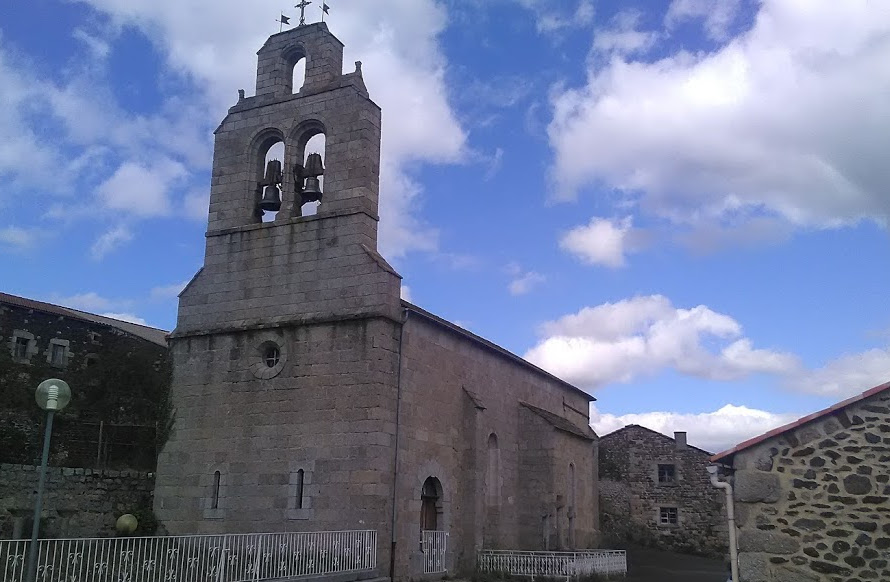
Kirche Saint-Frézal